# Código Civil de Brasil
El Código Civil de Brasil es el texto legal que establece la normativa en lo civil en la República de Brasil, específicamente la Ley N.º 10.406 de 10 de enero de 2002 entrando en vigor desde 11 de enero de 2003, con un año de período de vacancia legal.

## Historia
Al producirse el proceso independentista brasileño, al igual que en el resto de Latinoamérica, no se redactó de inmediato un Código Civil, permaneciendo en vigencia la legislación civil portuguesa. En el siglo XIX, hubo un esbozo de Código Civil por parte de Augusto Teixeira de Freitas, el cual no fue aprobado, pero sirvió de base para los Códigos Civiles de Uruguay y de Argentina. El primer Código Civil brasileño surgió en 1916, con vigencia establecida para 1917; dicho cuerpo legal fue elaborado por Clóvis Beviláqua.

## Estructura
El actual Código Civil Brasileño tiene 2.046 artículos, organizados de la siguiente manera: 
- Parte General 
  - I - Las Personas
  - II - Los Bienes
  - III - Los Actos Jurídicos

- Parte Especial
  - Libro I - Del Derecho de las Obligaciones
  - Libro II - Del Derecho de Empresa
  - Libro III - Del Derecho de las Cosas
  - Libro IV - Del Derecho de Familia
  - Libro V - Del Derecho de las Sucesiones

- Parte Final de las disposiciones finales y las transitorias